# 256. Infanterie-Division (Wehrmacht)
La 256. Infanterie-Division fu una divisione dell'esercito tedesco attiva durante la seconda guerra mondiale, che venne creata nel 1939 e fu impiegata nella campagna di Francia e sul fronte orientale, dove fu sciolta nel 1944. Venne riorganizzata nella 256. Volksgrenadier-Division che venne schierata sul fronte occidentale e distrutta in Germania nell'aprile 1945.

## Storia

### Formazione e campagna di Francia
La divisione fu costituita il 26 agosto 1939 e completata la formazione, fu impiegata come forza di occupazione nel protettorato di Boemia e Moravia; nel novembre 1939 venne messa in riserva nella zona di Lippstadt. All'inizio della campagna di Francia, il 10 maggio 1940, avanzò dalla zona di Kleve alla Mosa, vicino a Gennep; marciò poi su Anversa e combatté a Dunkerque. Dopo la fine dei combattimenti, la divisione rimase in quest'area come forza di occupazione e si trasferì in Bretagna, dopo la fine dei combattimenti in Francia. Il 20 novembre 1940 un terzo della divisione fu ceduto alla 291. Infanterie-Division.

### Fronte orientale
Nel febbraio 1941 fu trasferito nella Polonia settentrionale e poi nel maggio 1941 vicino Suwalki, da dove prese parte all'operazione Barbarossa del 22 giugno 1941, avanzando nell'area di Polotsk, Nevel e Velikiye Luki; prese poi parte all'offensiva su Mosca. Dopo l'inizio dell'offensiva invernale sovietica, dovette ritirarsi attraverso a est di Rzev, e nel febbraio 1942 fu trasferita sul Volga, dove rimase finché il fronte di Rzev non fu sgomberato. Rimase poi stanziata nell'area di Smolensk fino al settembre 1943; fu poi trasferita vicino a Vitebsk, quando il 22 giugno 1944 iniziò l'operazione Bagration. Il 21 luglio 1944, la divisione fu sciolta e venne poi riorganizzata come 256. Volksgrenadier-Division.

### 256. Volksgrenadier-Division
La 256. Volksgrenadier-Division fu costituita il 17 settembre 1944 in sostituzione della 256. Infanterie-Division; la formazione fu effettuata utilizzando la 568. Volksgrenadier-Division, presso l'area di addestramento militare di Königsbrück. Il 25 settembre 1944 fu trasferita a Groningen per ulteriore addestramento e dall'ottobre 1944 fu assegnata come riserva all'Heeresgruppe B, nell'area di Tilburg. Il primo schieramento della divisione ebbe luogo nell'area tra Turnhout e s'Hertogenbosch per rinforzare il fronte della 15. Armee contro la Second Army e la First Canadian Army. Il 18 novembre la divisione fu ritirata dal fronte e trasferita con il trasporto ferroviario a Haguenau, nella sezione della 1. Armee e poiché alla fine di dicembre l'offensiva delle Ardenne, iniziata il 16 dicembre, non aveva prodotto i risultati sperati dalla leadership tedesca, un nuovo attacco doveva essere effettuato nel nord dell'Alsazia. Per questo scopo, dal 28 al 31 dicembre, la divisione fu trasferita nella zona di Ludwigswinkel; l'attacco iniziò il 31 dicembre 1944 e nei giorni successivi la divisione avanzò a nord di Lichtenberg, poi Bischholz e Rothbach. L'offensiva fu interrotta il 26 gennaio 1945, i resti della divisione furono trasferiti a sud di Treviri, dove si scontrarono con gli americani, che riuscirono a sfondare fino a Zerf e Lampaden. All'inizio di marzo fu evacuata sulla Saar, a Saarburg ed il 7 marzo fu respinta sul Ruwer. I resti della divisione, costantemente sotto attacco dall'artiglieria e dai cacciabombardieri, si ritirarono passando per Birkenfeld e per il Reno, vicino a Spira. Entro il 27 marzo, i resti della divisione si radunarono vicino a Kirchheim-Bonlanden e dopo aver attraversato il Reno, fu rifornita di uomini. Ha raggiunto la Franconia all'inizio di aprile e a causa della pressione del 12º gruppo d'armate statunitense, subì molte vittime e la divisione veniva anche chiamata “kampfgruppe Franz”. La divisione l'8 aprile si trovava nell'Haßbergen e quel giorno, la 45th Infantry Division sorprese il posto di comando della divisione e la maggior parte della divisione fu fatta prigioniera. I resti furono integrati nella vicina 36. Volksgrenadier-Division.

## Ordine di battaglia

### 256. Infanterie-Division
- Infanterie-Regiment 456
- Infanterie-Regiment 476
- Infanterie-Regiment 481
- Artillerie-Regiment 256
- Pionier-Bataillon 256
- Feldersatz-Bataillon 256
- Panzerabwehr-Abteilung 256
- Aufklärungs-Abteilung 256
- Infanterie-Divisions-Nachrichten-Abteilung 256
- Divisions-Nachschubführer 256[1]

### 256. Volksgrenadier-Division
- Grenadier-Regiment 456
- Grenadier-Regiment 476
- Grenadier-Regiment 481
- Artillerie-Regiment 256
- Divisions-Einheiten 256[2]

## Decorazioni
Alcuni soldati della 256. Infanterie-division e della 256. Volksgrenadier-Division furono premiati per le loro azioni in guerra:
- Croce Tedesca
  - in oro: 81
- Croce di Cavaliere della croce di ferro: 19
  - Croce di Cavaliere con foglie di quercia: 2
  - Croce di Cavaliere con foglie di quercia e spade: 1
- Distintivo per combattimenti ravvicinati:
  - in bronzo: 7
  - in argento: 2

## Comandanti

### 256. Infanterie-Division
- Generalleutnant Josef Folttmann (1° settembre 1939 - 10 gennaio 1940)
- Generalleutnant Gerhard Kauffmann (10 gennaio 1940 - 4 gennaio 1942)
- Generalleutnant Friedrich Weber (4 gennaio 1942 - 14 febbraio 1942)
- Generalleutnant Paul Dannhauser (14 febbraio 1942 - 24 novembre 1943)
- Generalleutnant Albrecht Wüstenhagen (24 novembre 1943 - 21 luglio 1944)[1]

### 256. Volksgrenadier-Division
- Generalmajor Gerhard Franz (17 settembre 1944 - marzo 1945)
- Generalmajor Fritz Warnecke (marzo 1945 - 8 aprile 1945)[2]